# 失去中国
失去中国（英語：Loss of China），即是把中國輸給共產主義（loss of China to communism）是冷戰初期在美國第二次紅色恐慌期間產生的美國政治術語，其大致意思是因第二次國共內戰，美國失去了對美友好的中國國民黨主導的中國，對蘇聯友好的中國共產黨取得了對中國大陸的主導地位，中共在中國大陸所建立的中華人民共和國也因此轉向蘇聯一方的共產主義陣營。。此话题随后在麦卡锡主义时期备受关注，成為中國問題的一部份，在美国学术界一直是倍受討論的議題。